# Litoprosopus hatueyi
Litoprosopus hatueyi là một loài bướm đêm trong họ Erebidae.